# Haliaeetus albicilla
Pigargo-europeu, pigargo-eurasiático, águia-rabalva ou simplesmente rabalva (Haliaeetus albicilla) é uma espécie de águia que vive no norte da Europa e da Ásia. É uma ave marinha, que se alimenta principalmente de peixes, aves aquáticas e carniça e que substitui na maior parte da Eurásia a águia-de-cabeça-branca americana.

## Características

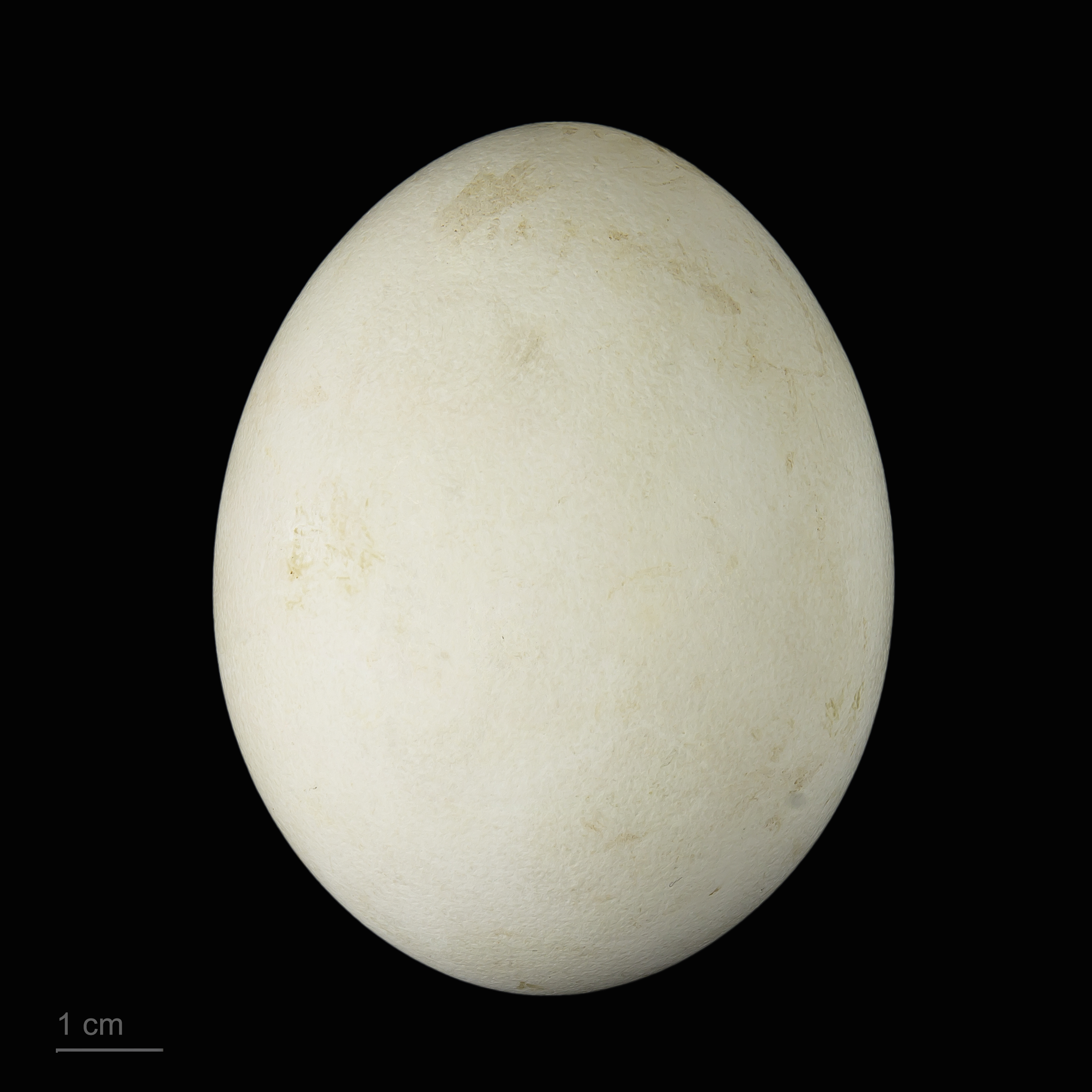
Haliaeetus albicilla - MHNT

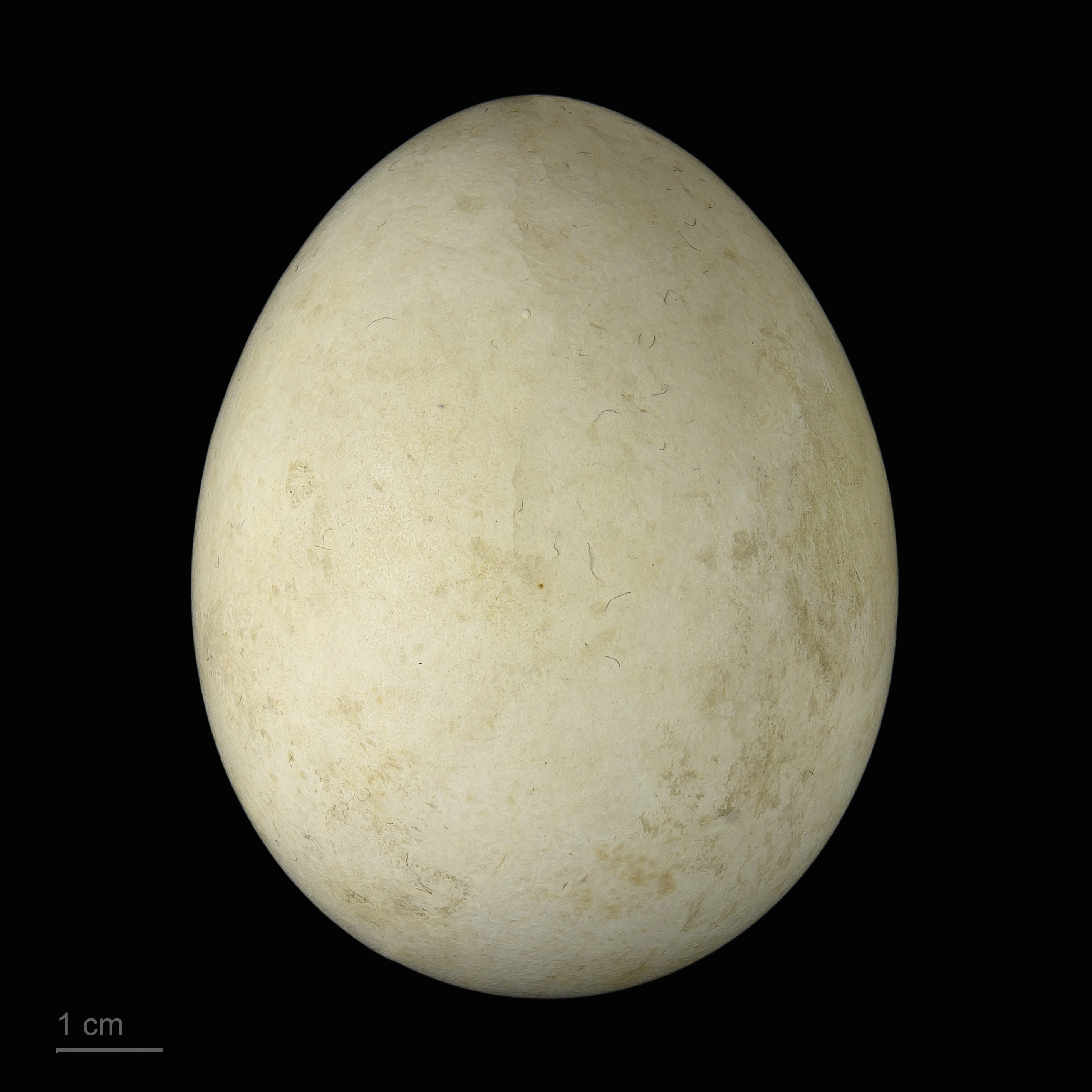
Haliaeetus albicilla groenlandicus - MHNT

Como outras espécies de águias que têm as penas da cauda brancas, comparte os nomes de aurifrísio ou pigargo.
Tem cerca de 70–90 cm de comprimento, corpo castanho escuro e cauda branca. Cabeça grande e mais clara que o corpo, bico grande e amarelo. As asas são grandes e de forma rectangular. Podem confundir-se com a águia-real, especialmente os imaturos, mas a águia-real possui uma barra terminal preta na cauda branca.

## Distribuição geográfica
Foi muito perseguida, assim como é ameaçada pela contaminação com poluentes do meio ambiente, e sua maior população remanescente na Europa encontra-se na região dos fiordes da Noruega. Foi com exemplares provenientes desta população que, a partir de 1975, a espécie foi re-introduzida nas Ilhas Britânicas, de onde tinha desaparecido no início do século XX e atualmente existe uma população auto-sustentável (em torno de trinta sítios de nidificação, isto é, trinta casais estabelecidos) na costa oeste da Escócia. A espécie recentemente recolonizou espontaneamente a Países Baixos, onde um casal nidificou em 2006. Com as restrições ao uso de inseticidas químicos, a espécie parece que começa a recuperar-se em toda a Europa.

## Subespécies
A espécie é monotípica (não são reconhecidas subespécies).